# Hanna Kontseva
Hanna Kontseva –en ucraniano, Ганна Концева– (1 de febrero de 1984) es una deportista ucraniana que compitió en remo. Ganó dos medallas de bronce en el Campeonato Europeo de Remo, en los años 2011 y 2013.

## Palmarés internacional
| Campeonato Europeo | Campeonato Europeo | Campeonato Europeo | Campeonato Europeo |
| Año                | Lugar              | Medalla            | Prueba             |
| ------------------ | ------------------ | ------------------ | ------------------ |
| 2011               | Plovdiv (Bulgaria) | Medalla de bronce  | Ocho con timonel   |
| 2013               | Sevilla (España)   | Medalla de bronce  | Dos sin timonel    |